# Drosophila purpurea
Drosophila purpurea är en tvåvingeart som beskrevs av Gupta och Sundaran 1990. Drosophila purpurea ingår i släktet Drosophila och familjen daggflugor.
Artens utbredningsområde är Indien.